# 韩国整容手术

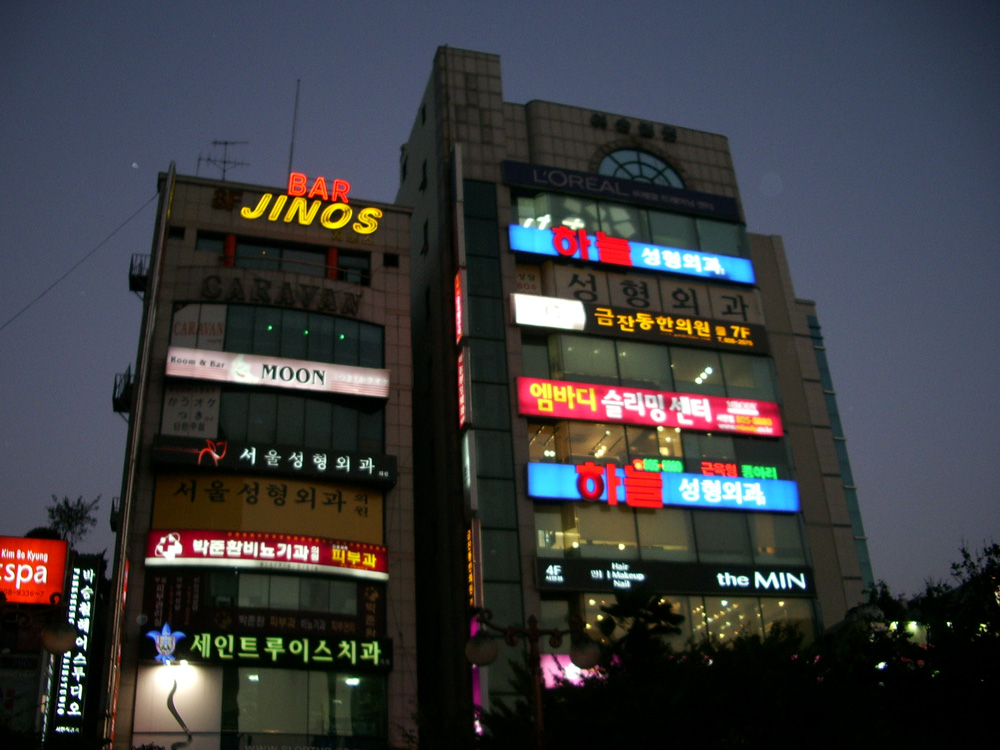
釜山的一栋大楼内開了好幾家整容機構

韩国整容手术是指韓國境內的整形外科行業。韩国社会对人們為何熱衷整容有不同的看法。有人認為通過整容讓自己變美後，可以在工作和婚姻方面取得成功。由于在相親和找工作時需要提供个人照片，有很多韩国人因此決定去做整容手術。根据国际整形外科医师学会（International Society of Aesthetic Plastic Surgeons）2015年的一項全球调查，韩国是前十大整容國家之一。

## 历史
早在7世纪，朝鮮半島上的人就開始注重外貌，例如面相學就是基於一個人的相貌。朝鮮日治時期時期，日本殖民當局认为聰明和高貴與長相之間有一定的關係。朝鲜战争期间，美国医生將整形手术引入韓國，此後有韓國人認為整容可以改变自己的命运。
亞洲金融風暴爆發後，韓國进行大规模的改革，劳动法就是改革對象，此後公司更容易解雇员工。由于失业危机的來臨，韩国公民為了在求职當中佔據优势，有些人選擇了整容。这种情况在当前仍然存在，因为公司在招聘过程中需要查看求職者的照片，並且了解求職者的身高，有时还需要了解求職者的家庭背景。

## 统计数据
越來越多的韓國人接受了整容。1994年，只有38%的人認可女人應該为了婚姻而去整容，但在2015年這一比例达到了66%。在同一项调查中，做過整形手术的女性比例从1994年的5%上升到了2015年的31%。2008年的，20%的韩国年轻女性表示做過过整容手术，这明显高于其他国家的平均水平。2015年，根據盖洛普韩国的一项调查显示，约有三分之一的19至29岁的韩国女性表示自己做过整形手术。女性對整容的支持度一直比男性高。根据2020年Statista的一项调查，在1500人的受訪者裡面，近25%的19-29岁女性做过整形手术，而男性仅有2%。这一比例在30-39岁女性中增加到31%，男性为4%。
韩国的首爾被称为“世界整容之都”。由於許多韓國人都認可整形手术，整容手術甚至是某些學生畢業時收到的毕业礼物。全球25%的整形手术市场就由韓國佔據。五分之一的韩国女性做過整形手术，而相比之下美国只有二十分之一。2018年，共有464,452人前往韩国整容，较2017年增长了16.7%。 2010年代，來韩国做整容手术的中国人数量激增。

## 市场
一般韓國人會去医院、专科诊所、水疗中心和整形手术中心整容。2021年，韓國整容業的市场价值达到了195亿美元。

### 整容方式

#### 眼睑成形术

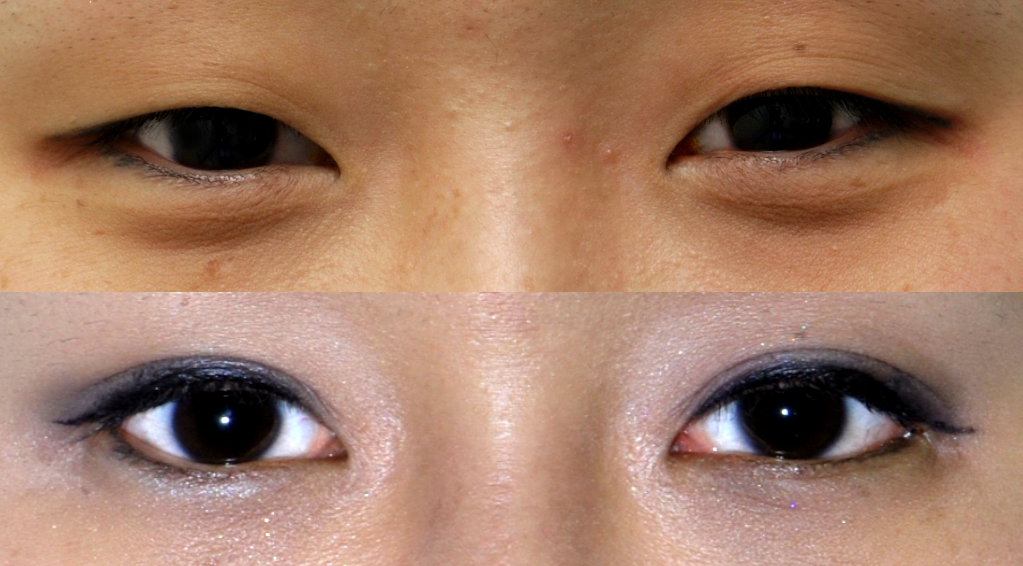
眼睑成形术的前后对比圖

韓國人會選擇在眼睛周围的皮肤上做手术，把單眼皮整成雙眼皮。這種手術叫作眼睑成形术或双眼皮手术。这种手術不仅在韩国流行，在台湾、印度等其他亚洲国家也很受欢迎。这种手术是無痛的，最長4周就能術後恢復。